# Hemvärnets Musikkår Stockholm
Hemvärnets Musikkår Stockholm (HvMk Stockholm), eller tidigare Hemvärnets Musikkår Södertörn, är en hemvärnsansluten militärmusikkår i Stockholm.

## Historik
1973 väcktes ett förslag om en hemvärnsmusikkår i Österhaninge hemvärnsområde. Musikkåren fick sitt stöd av hemvärnsavdelningen vid dåvarande Vaxholms försvarsområde samt hemvärnsstaben, varpå kåren grundades som Hemvärnets Musikkår Handen. Den första repetitionen genomfördes 21 september 1973.
Senare bytte kåren namn till Hemvärnets Musikkår Haninge, men framträdde även som Flottans musikkår och Flygvapnets musikkår Handen under 1980-talet. År 1994 utträdde kåren ur hemvärnets organisation för att med tiden anta Sjövärnskårens musikkår. Under åren 1978-2002 leddes musikkåren av Sverker Hållander. Kåren kom att uppmärksammas vid flera tattooföreställningar för sitt innovativa och särpräglade figurativa program. Flera uppskattade konserter och uppträdanden genomfördes även utomlands.
Den 14 december 2010 beslutade rikshemvärnschefen brigadgeneral Roland Ekenberg att kåren skulle antas som hemvärnsmusikkår efter att ha blivit godkända vid inspektioner av Försvarsmusiken vid Livgardet. Kåren fick år 2011 identiteten som Hemvärnets musikkår Södertörn och bytte 2023 namn till Hemvärnets Musikkår Stockholm.

## Organisation
Musikkåren består idag av cirka 40 aktiva musiker. I parad uppträder musikkåren oftast med 30 musiker och kan då genomföra figurativa program. Besättningen består av frivilliga musiker och omfattar såväl fritidsmusiker som musikhögskolestudenter, musiklärare, professionella militärmusiker och f.d. musiksoldater. Musikkåren spelar enligt svensk tradition med en besättning där gamla instrument som Ess- och B-kornett samt ventilbasuner ingår.
Kåren tillhör 29. hemvärnsbataljonen vid Södertörnsgruppen, som i sin tur är en del av Mellersta militärregionen och är förlagd till Haninge garnison utanför Stockholm. Vid spelningar och representation bär musikkåren musikuniform m/87 för marinen med amfibiekårens tjänstetecken och grader. I parad bärs daglig musikdräkt eller truppmusikdräkt.
Musikkåren är godkänd att spela vid högvakt och vid statsrepresentation på högsta nivå, även utomlands.

### Dirigenter
- Sverker Hållander (1978-2002)
- Björn Ericsson (2002)
- Gustav Lundström (2002-2008)
- Anders Alhbin (2008-2017)
- Fredrik Gustafsson (2017)
- Leif Karlsson (2017-2019)
- Felix Bagge (2019-)

## Framträdanden
Musikkåren har deltagit på en del större evenemang och tattooföreställningar genom åren:
- Stockholm Military Tattoo, Stockholm (2010)
- Ystad International Tattoo, Ystad (2011)
- Virginia International Tattoo, Norfolk, USA (2014)
- Musikschau der Nationen, Bremen, Tyskland (2015)
- Sveriges Veterantattoo, Stockholm (2018)
- International Tattoo in Belgium (2019)
- Hans majestät konungens 50-årsjubileum som regent (2023)

## Namn och identitet
Musikkåren har genom åren genomgått många namn och identiteter.
| Namn                          | År        | Tillhörighet                         |
| ----------------------------- | --------- | ------------------------------------ |
| Hemvärnets Musikkår Handen    | 1973-1978 | Österhaninge hemvärnsområde          |
| Flygvapnets Musikkår Handen   | 1973-1988 | Hemvärnet i samarbete med Flygvapnet |
| Hemvärnets Musikkår Haninge   | 1978-1994 | Österhaninge hemvärnsområde          |
| Flottans Musikkår Handen      | 1979-1983 | Hemvärnet i samarbete med Flottan    |
| Marinens Musikkår Haninge     | 1984-2001 | Hemvärnet i samarbete med Marinen    |
| MKO Frivilliga Musikkår       | 1990-tal  | Ostkustens marinkommando             |
| Sjövärnskårens Musikkår       | 1994-2010 | Sjövärnskåren                        |
| Hemvärnets Musikkår Södertörn | 2011-2022 | Amfibieregementet (Amf 1)            |
| Hemvärnets Musikkår Stockholm | 2023-     | Mellersta Militärregionen            |

## Diskografi

### LP-skivor
- Fanfar för Hemvärnet, Hemvärnets Musikkår Handen, dirigent Sverker Hållander, LP (1980)
- Bal på Skeppsholmen, Flottans Musikkår Handen, dirigent Sverker Hållander, LP (1982)
- Under Bodens Kanoner, Hemvärnets Musikkår Handen, dirigent Sverker Hållander, LP (1985)
- Flygvapnets marscher, Flygvapnets Musikkår Handen, dirigent Sverker Hållander, LP (1986)

### CD-skivor
- Marinens Musikkår, Marinens Musikkår Haninge, dirigent Sverker Hållander, MMCD-1 (1991)
- Hemvärnets Musikkår Haninge, Hemvärnets Musikkår Haninge, dirigent Sverker Hållander, MMCD-1-1 (1991)
- Sjövärnskårens / MKO frivilliga musikkår, Sjövärnskårens musikkår / MKO frivilliga musikkår, dirigent Sverker Hållander, MMCD-2 (2000)
- Per aspera ad astra, Sjövärnskårens musikkår, dirigent Sverker Hållander, MMCD-3 (2001)
- Under örlogsflaggan, Sjövärnskårens musikkår, dirigent Gustav Lundström, Manöver MNVR 0702 (2007)